# Nigéria a 2008. évi nyári olimpiai játékokon
Nigéria a kínai Pekingben megrendezett 2008. évi nyári olimpiai játékok egyik részt vevő nemzete volt. Az országot az olimpián 10 sportágban 74 sportoló képviselte, akik összesen 4 érmet szereztek.

## Érmesek
| Érem  | Versenyző | Sportág    | Versenyszám         |
| ----- | --- | ---------- | ------------------- |
| Ezüst | Franca Idoko Gloria Kemasoude Halimat Ismaila Damola Osayomi Agnes Osazuwa | Atlétika   | Női 4 × 100 m váltó |
| Ezüst | Nemzeti válogatott Ambruse Vanzekin Ikechukwu Ezenwa Chibuzor Okonkwo Onyekachi Apam Dele Adeleye Olubayo Adefemi Efe Ambrose Monday James Sani Kaita Isaac Promise Oluwafemi Ajilore Emmanuel Ekpo Oladapo Olufemi Chinedu Obasi Victor Nsofor Obinna Solomon Okoronkwo Peter Odemwingie Victor Anichebe | Labdarúgás | Férfi               |
| Bronz | Blessing Okagbare | Atlétika   | Női távolugrás      |
| Bronz | Chika Chukwumerije | Taekwondo  | Férfi nehézsúly     |

## Asztalitenisz

### Férfi
| Versenyző        | Versenyszám | Selejtező                                                     | 64-es főtábla                                                  | 48-as főtábla                                                 | 32-es főtábla                                                | Nyolcaddöntő      | Negyeddöntő       | Elődöntő          | Döntő             | Helyezés |
| Versenyző        | Versenyszám | Ellenfél Eredmény                                             | Ellenfél Eredmény                                              | Ellenfél Eredmény                                             | Ellenfél Eredmény                                            | Ellenfél Eredmény | Ellenfél Eredmény | Ellenfél Eredmény | Ellenfél Eredmény | Helyezés |
| ---------------- | ----------- | ------------------------------------------------------------- | -------------------------------------------------------------- | ------------------------------------------------------------- | ------------------------------------------------------------ | ----------------- | ----------------- | ----------------- | ----------------- | -------- |
| Monday Merotohun | Egyes       | Cem Zeng (TUR) · 12-10, 5-11, 8-11, 11-8, 10-12, 9-11         | kiesett                                                        | kiesett                                                       | kiesett                                                      | kiesett           | kiesett           | kiesett           | kiesett           | 65.      |
| Segun Toriola    | Egyes       | David Zhuang (USA) · 8-11, 11-8, 2-11, 11-6, 9-11, 11-7, 11-8 | João Monteiro (POR) · 5-11, 11-7, 11-7, 5-11, 11-9, 9-11, 11-7 | Jean-Michel Saive (BEL) · 11-8, 11-7, 8-11, 9-11, 11-3, 12-10 | O Szangun (KOR) · 14-12, 13-15, 6-11, 5-11, 11-9, 11-9, 7-11 | kiesett           | kiesett           | kiesett           | kiesett           | 17.      |

#### Csapat
- Monday Merotohun
- Kazeem Nosiru
- Segun Toriola

D csoport
| Csapat      | JM | GY | V | GyJ | VJ | PT |
| ----------- | -- | -- | - | --- | -- | -- |
| Japán       | 3  | 3  | 0 | 27  | 8  | 6  |
| Hongkong    | 3  | 2  | 1 | 23  | 21 | 4  |
| Nigéria     | 3  | 1  | 2 | 17  | 29 | 2  |
| Oroszország | 3  | 0  | 3 | 20  | 29 | 0  |

| Japán (JPN) | 3 – 0 | Nigéria |

| Hongkong (HKG) | 3 – 0 | Nigéria |

| Oroszország (RUS) | 2 – 3 | Nigéria |

| Csapat  | Helyezés |
| ------- | -------- |
| Nigéria | 9.       |

### Női
| Versenyző           | Versenyszám | Selejtező                                               | 64-es főtábla     | 48-as főtábla     | 32-es főtábla     | Nyolcaddöntő      | Negyeddöntő       | Elődöntő          | Döntő             | Helyezés |
| Versenyző           | Versenyszám | Ellenfél Eredmény                                       | Ellenfél Eredmény | Ellenfél Eredmény | Ellenfél Eredmény | Ellenfél Eredmény | Ellenfél Eredmény | Ellenfél Eredmény | Ellenfél Eredmény | Helyezés |
| ------------------- | ----------- | ------------------------------------------------------- | ----------------- | ----------------- | ----------------- | ----------------- | ----------------- | ----------------- | ----------------- | -------- |
| Bose Kaffo          | Egyes       | Stephanie Xu Sang (AUS) · 8-11, 12-10, 9-11, 2-11, 7-11 | kiesett           | kiesett           | kiesett           | kiesett           | kiesett           | kiesett           | kiesett           | 64.      |
| Cecilia Otu Offiong | Egyes       | Miao Miao (AUS) · 7-11, 5-11, 5-11, 12-14               | kiesett           | kiesett           | kiesett           | kiesett           | kiesett           | kiesett           | kiesett           | 64.      |

#### Csapat
- Bose Kaffo
- Cecilia Otu Offiong
- Funke Oshonaike

B csoport
| Csapat           | JM | GY | V | GyJ | VJ | PT |
| ---------------- | -- | -- | - | --- | -- | -- |
| Szingapúr        | 3  | 3  | 0 | 27  | 7  | 6  |
| Egyesült Államok | 3  | 2  | 1 | 21  | 14 | 4  |
| Hollandia        | 3  | 1  | 2 | 18  | 21 | 2  |
| Nigéria          | 3  | 0  | 3 | 3   | 27 | 0  |

| Hollandia (NED) | 3 – 0 | Nigéria |

| Szingapúr (SIN) | 3 – 0 | Nigéria |

| Egyesült Államok (USA) | 3 – 0 | Nigéria |

| Csapat  | Helyezés |
| ------- | -------- |
| Nigéria | 9.       |

## Atlétika
Férfi
| Versenyző                                                  | Versenyszám     | Előfutam      | Előfutam      | Előfutam      | Negyeddöntő | Negyeddöntő | Negyeddöntő | Elődöntő | Elődöntő | Elődöntő | Döntő   | Döntő   |
| Versenyző                                                  | Versenyszám     | Idő           | Hely.         | Össz.         | Idő         | Hely.       | Össz.       | Idő      | Hely.    | Össz.    | Idő     | Hely.   |
| ---------------------------------------------------------- | --------------- | ------------- | ------------- | ------------- | ----------- | ----------- | ----------- | -------- | -------- | -------- | ------- | ------- |
| Uchenna Emedolu                                            | 100 m           | 10,46         | 4.            | 41.*          | kiesett     | kiesett     | kiesett     | kiesett  | kiesett  | kiesett  | kiesett | kiesett |
| Olusoji Fasuba                                             | 100 m           | 10,29         | 2.            | 20.           | 10,21       | 4.          | 18.*        | kiesett  | kiesett  | kiesett  | kiesett | kiesett |
| Obinna Metu                                                | 100 m           | 10,34         | 2.            | 23.**         | 10,27       | 6.          | 26.         | kiesett  | kiesett  | kiesett  | kiesett | kiesett |
| Obinna Metu                                                | 200 m           | 20,62         | 1.            | 15.*          | 20,65       | 6.          | 23.         | kiesett  | kiesett  | kiesett  | kiesett | kiesett |
| James Godday                                               | 400 m           | 45,49         | 2.            | 22.           |             |             |             | 45,24    | 6.       | 18.      | kiesett | kiesett |
| Saul Weigopwa                                              | 400 m           | 45,19         | 2.            | 12.           |             |             |             | 45,02    | 5.       | 12.      | kiesett | kiesett |
| Selim Nurudeen                                             | 110 m gát       | 13,58         | 3.            | 18.           | 13,66       | 4.          | 22.*        | kiesett  | kiesett  | kiesett  | kiesett | kiesett |
| Onyeabor Ngwogu Obinna Metu Chinedu Oriala Uchenna Emedolu | 4 × 100 m váltó | nem ért célba | nem ért célba | nem ért célba |             |             |             |          |          |          | kiesett | kiesett |

Női
| Versenyző                                                                  | Versenyszám     | Előfutam | Előfutam | Előfutam | Negyeddöntő | Negyeddöntő | Negyeddöntő | Elődöntő | Elődöntő | Elődöntő | Döntő   | Döntő   |
| Versenyző                                                                  | Versenyszám     | Idő      | Hely.    | Össz.    | Idő         | Hely.       | Össz.       | Idő      | Hely.    | Össz.    | Idő     | Hely.   |
| -------------------------------------------------------------------------- | --------------- | -------- | -------- | -------- | ----------- | ----------- | ----------- | -------- | -------- | -------- | ------- | ------- |
| Franca Idoko                                                               | 100 m           | 11,61    | 4.       | 36.*     | 11,66       | 7.          | 35.*        | kiesett  | kiesett  | kiesett  | kiesett | kiesett |
| Halimat Ismaila                                                            | 100 m           | 11,72    | 4.       | 46.      | kiesett     | kiesett     | kiesett     | kiesett  | kiesett  | kiesett  | kiesett | kiesett |
| Damola Osayomi                                                             | 100 m           | 11,13    | 1.       | 1.       | 11,28       | 2.          | 12.         | 11,44    | 8.       | 13.      | kiesett | kiesett |
| Damola Osayomi                                                             | 200 m           | 23,31    | 3.       | 23.      | 23,27       | 6.          | 21.         | kiesett  | kiesett  | kiesett  | kiesett | kiesett |
| Gloria Kemasoude                                                           | 200 m           | 23,72    | 6.       | 37.      | kiesett     | kiesett     | kiesett     | kiesett  | kiesett  | kiesett  | kiesett | kiesett |
| Folashade Abugan                                                           | 400 m           | 51,45    | 3.       | 14.      |             |             |             | 51,30    | 6.       | 14.      | kiesett | kiesett |
| Joy Amechi Eze                                                             | 400 m           | 51,97    | 4.       | 23.      |             |             |             | 51,87    | 5.       | 17.*     | kiesett | kiesett |
| AJ Odumosu                                                                 | 400 m           | 51,39    | 3.       | 12.      |             |             |             | 52,45    | 7.       | 21.      | kiesett | kiesett |
| Olutoyin Augustus                                                          | 100 m gát       | 13,34    | 7.       | 30.      | kiesett     | kiesett     | kiesett     | kiesett  | kiesett  | kiesett  | kiesett | kiesett |
| Franca Idoko Gloria Kemasoude Halimat Ismaila Damola Osayomi Agnes Osazuwa | 4 × 100 m váltó | 43,43    | 4.       | 6.       |             |             |             |          |          |          | 43,04   |         |
| Joy Amechi Eze Folashade Abugan Oluoma Nwoke AJ Odumosu                    | 4 × 400 m váltó | 3:24,10  | 4.       | 5.       |             |             |             |          |          |          | 3:23,74 | 7.      |

| Versenyző          | Versenyszám | Selejtező | Selejtező | Döntő    | Döntő   |
| Versenyző          | Versenyszám | Eredmény  | Helyezés  | Eredmény | Hely    |
| ------------------ | ----------- | --------- | --------- | -------- | ------- |
| Doreen Amata       | Magasugrás  | 189 cm    | 16.*      | kiesett  | kiesett |
| Vivian Chukwuemeka | Súlylökés   | 17,15 m   | 24.       | kiesett  | kiesett |
| Chinonye Ohadugha  | Hármasugrás | 13,29 m   | 30.       | kiesett  | kiesett |
| Blessing Okagbare  | Távolugrás  | 659 cm    | 12.       | 691 cm   |         |

* - egy másik versenyzővel azonos időt/eredményt ért el

** - három másik versenyzővel azonos időt ért el

## Birkózás

### Férfi
Szabadfogású
| Versenyző      | Versenyszám | Selejtező         | Nyolcaddöntő                    | Negyeddöntő       | Elődöntő          | Vigaszág első kör | Vigaszág elődöntő | Bronz- mérkőzés   | Döntő             | Helyezés |
| Versenyző      | Versenyszám | Ellenfél Eredmény | Ellenfél Eredmény               | Ellenfél Eredmény | Ellenfél Eredmény | Ellenfél Eredmény | Ellenfél Eredmény | Ellenfél Eredmény | Ellenfél Eredmény | Helyezés |
| -------------- | ----------- | ----------------- | ------------------------------- | ----------------- | ----------------- | ----------------- | ----------------- | ----------------- | ----------------- | -------- |
| Wilson Seiwari | 120 kg      |                   | David Musuľbes (SVK) · 0-3, 0-6 | kiesett           | kiesett           |                   |                   |                   |                   | 18.      |

### Női
Szabadfogású
| Versenyző          | Versenyszám | Selejtező         | Nyolcaddöntő            | Negyeddöntő       | Elődöntő          | Vigaszág első kör | Vigaszág elődöntő | Bronz- mérkőzés   | Döntő             | Helyezés |
| Versenyző          | Versenyszám | Ellenfél Eredmény | Ellenfél Eredmény       | Ellenfél Eredmény | Ellenfél Eredmény | Ellenfél Eredmény | Ellenfél Eredmény | Ellenfél Eredmény | Ellenfél Eredmény | Helyezés |
| ------------------ | ----------- | ----------------- | ----------------------- | ----------------- | ----------------- | ----------------- | ----------------- | ----------------- | ----------------- | -------- |
| Amarachi Obiajunwa | 72 kg       |                   | Ali Bernard (USA) · TUS | kiesett           | kiesett           |                   |                   |                   |                   | 15.      |

## Cselgáncs
Női
| Versenyző    | Versenyszám  | Selejtező         | Nyolcaddöntő                    | Negyeddöntő       | Elődöntő          | Vigaszág első kör | Vigaszág negyeddöntő | Vigaszág elődöntő | Bronz- mérkőzés   | Döntő             | Helyezés |
| Versenyző    | Versenyszám  | Ellenfél Eredmény | Ellenfél Eredmény               | Ellenfél Eredmény | Ellenfél Eredmény | Ellenfél Eredmény | Ellenfél Eredmény    | Ellenfél Eredmény | Ellenfél Eredmény | Ellenfél Eredmény | Helyezés |
| ------------ | ------------ | ----------------- | ------------------------------- | ----------------- | ----------------- | ----------------- | -------------------- | ----------------- | ----------------- | ----------------- | -------- |
| Vivian Yusuf | Félnehézsúly |                   | Heide Wollert (GER) · 0000-1000 | kiesett           | kiesett           |                   |                      |                   |                   |                   | 16.      |

## Labdarúgás

### Férfi
| #             | Név                  | Klub               | Születési idő                   | Mérkőzésszám | Gól     | Sárga lap | sárga lap · 2. sárga lap · kiállítva | kiállítva |
| Kapusok       | Kapusok              | Kapusok            | Kapusok                         | Kapusok      | Kapusok | Kapusok   | Kapusok                              | Kapusok   |
| ------------- | -------------------- | ------------------ | ------------------------------- | ------------ | ------- | --------- | ------------------------------------ | --------- |
| 1             | Ambruse Vanzekin     | Akwa United        | 1986. július 14. (22 évesen)    | 6            | 0       | 2         | 0                                    | 0         |
| 18            | Ikechukwu Ezenwa     | Ocean Boys         | 1988. október 16. (19 évesen)   | 0            | 0       | 0         | 0                                    | 0         |
| Védők         |                      |                    |                                 |              |         |           |                                      |           |
| 2             | Chibuzor Okonkwo     | Bayelsa United     | 1988. december 16. (19 évesen)  | 5            | 1       | 2         | 0                                    | 0         |
| 4             | Onyekachi Apam       | Nice               | 1986. december 30. (21 évesen)  | 5            | 0       | 4         | 0                                    | 0         |
| 5             | Dele Adeleye         | Sparta Rotterdam   | 1988. december 25. (19 évesen)  | 6            | 0       | 0         | 0                                    | 0         |
| 13            | Olubayo Adefemi      | Hapoel Bnei Lod    | 1985. augusztus 13. (22 évesen) | 5            | 1       | 2         | 0                                    | 0         |
| 15            | Efe Ambrose          | Kaduna United      | 1988. október 18. (19 évesen)   | 2            | 0       | 0         | 0                                    | 0         |
| Középpályások |                      |                    |                                 |              |         |           |                                      |           |
| 6             | Monday James         | Bayelsa United     | 1986. október 19. (21 évesen)   | 1(1)         | 0       | 0         | 0                                    | 0         |
| 8             | Sani Kaita           | Sparta Rotterdam   | 1986. május 2. (22 évesen)      | 6            | 0       | 0         | 0                                    | 0         |
| 10            | Isaac Promise (csk)  | Trabzonspor        | 1987. december 2. (20 évesen)   | 4(2)         | 1       | 0         | 0                                    | 0         |
| 12            | Oluwafemi Ajilore    | Groningen          | 1985. január 18. (23 évesen)    | 6            | 0       | 2         | 0                                    | 0         |
| 17            | Emmanuel Ekpo        | Columbus Crew      | 1987. december 20. (20 évesen)  | (6)          | 0       | 0         | 0                                    | 0         |
| 19            | Oladapo Olufemi      | Boavista           | 1988. május 11. (20 évesen)     | 0            | 0       | 0         | 0                                    | 0         |
| Csatárok      |                      |                    |                                 |              |         |           |                                      |           |
| 7             | Chinedu Obasi        | Hoffenheim         | 1986. június 1. (22 évesen)     | 3(2)         | 2       | 1         | 0                                    | 0         |
| 9             | Victor Nsofor Obinna | Chievo             | 1987. március 25. (21 évesen)   | 6            | 3       | 1         | 0                                    | 0         |
| 11            | Solomon Okoronkwo    | Hertha             | 1987. március 2. (21 évesen)    | 6            | 0       | 0         | 0                                    | 0         |
| 14            | Peter Odemwingie     | Lokomotyiv Moszkva | 1981. július 15. (27 évesen)    | 5(1)         | 1       | 0         | 0                                    | 0         |
| 16            | Victor Anichebe      | Everton            | 1988. április 23. (20 évesen)   | (5)          | 1       | 0         | 0                                    | 0         |
| Edző          |                      |                    |                                 |              |         |           |                                      |           |
|               | Samson Siasia        |                    | 1964. augusztus 14. (43 évesen) |              |         |           |                                      |           |

- Kor: 2008. augusztus 7-i kora

#### Eredmények
B csoport
| Nemzet                 | M | Gy | D | V | G+ | G- | Gk | P |
| ---------------------- | - | -- | - | - | -- | -- | -- | - |
| Nigéria (NGR)          | 3 | 2  | 1 | 0 | 4  | 2  | +2 | 7 |
| Hollandia (NED)        | 3 | 1  | 2 | 0 | 3  | 2  | +1 | 5 |
| Egyesült Államok (USA) | 3 | 1  | 1 | 1 | 4  | 4  | 0  | 4 |
| Japán (JPN)            | 3 | 0  | 0 | 3 | 1  | 4  | –3 | 0 |

| 2008. augusztus 7. 19:45 |

| Hollandia (NED) | 0–0         | Nigéria (NGR) |
| --------------- | ----------- | ------------- |
| Sno 90+2′       | Jegyzőkönyv |               |

| Tiencsini Olimpiai Stadion, Tiencsin Nézőszám: 52 390 Játékvezető: Pablo Pozo (chilei) |

| 2008. augusztus 10. 17:00 |

| Nigéria (NGR)           | 2–1               | Japán (JPN) |
| ----------------------- | ----------------- | ----------- |
| Obinna 58' Anichebe 74' | (0–0) Jegyzőkönyv | Tojoda 79'  |

| Tiencsini Olimpiai Stadion, Tiencsin Nézőszám: 42 592 Játékvezető: Maszud Morádi (iráni) |

| 2008. augusztus 13. 17:00 |

| Nigéria (NGR)        | 2–1               | Egyesült Államok (USA)            |
| -------------------- | ----------------- | --------------------------------- |
| Isaac 39' Obinna 79' | (1–0) Jegyzőkönyv | Orozco 3′ Kljestan 88' (11-esből) |

| Munkás Stadion, Peking Nézőszám: 48 096 Játékvezető: Wolfgang Stark (német) |

Negyeddöntő
| 2008. augusztus 16. 21:00 |

| Nigéria (NGR)                        | 2–0               | Elefántcsontpart (CIV) |
| ------------------------------------ | ----------------- | ---------------------- |
| Odemwingie 44' Obinna 82' (11-esből) | (1–0) Jegyzőkönyv |                        |

| Csinhuangtaói Olimpiai Stadion, Csinhuangtao Nézőszám: 28 944 Játékvezető: Maszud Morádi (iráni) |

Elődöntő
| 2008. augusztus 19. 18:00 |

| Nigéria (NGR)                         | 4–1               | Belgium (BEL) |
| ------------------------------------- | ----------------- | ------------- |
| Adefemi 17' Obasi 59' 72' Okonkwo 78' | (1–0) Jegyzőkönyv | Ciman 88'     |

| Sanghaj Stadion, Sanghaj Nézőszám: 56 312 Játékvezető: Pablo Pozo (chilei) |

Döntő
| 2008. augusztus 23. 12:00 |

| Nigéria (NGR) | 0–1               | Argentína (ARG) |
| ------------- | ----------------- | --------------- |
|               | (0–0) Jegyzőkönyv | Di María 58'    |

| Pekingi Nemzeti Stadion, Peking Nézőszám: 89 102 Játékvezető: Kassai Viktor (magyar) |

| Csapat        | Helyezés |
| ------------- | -------- |
| Nigéria (NGR) |          |

### Női
| #             | Név                   | Klub               | Születési idő                  | Mérkőzésszám | Gól     | Sárga lap | sárga lap · 2. sárga lap · kiállítva | kiállítva |
| Kapusok       | Kapusok               | Kapusok            | Kapusok                        | Kapusok      | Kapusok | Kapusok   | Kapusok                              | Kapusok   |
| ------------- | --------------------- | ------------------ | ------------------------------ | ------------ | ------- | --------- | ------------------------------------ | --------- |
| 1             | Precious Dede         | Delta Queens F.C.  | 1980. január 18. (28 évesen)   | 3            | 0       | 0         | 0                                    | 0         |
| 18            | Tochukwu Oluehi       | Bayelsa Queens     | 1987. május 2. (21 évesen)     | 0            | 0       | 0         | 0                                    | 0         |
| Védők         |                       |                    |                                |              |         |           |                                      |           |
| 2             | Efioanwan Ekpo        | Pelican Stars      | 1984. január 25. (24 évesen)   | 3            | 0       | 1         | 0                                    | 0         |
| 3             | Ayisat Yusuf          | Delta Queens F.C.  | 1985. március 6. (23 évesen)   | 0            | 0       | 0         | 0                                    | 0         |
| 10            | Rita Chikwelu         | United Pietarsaari | 1988. március 6. (20 évesen)   | 3            | 0       | 0         | 0                                    | 0         |
| 11            | Lilian Cole           | Delta Queens F.C.  | 1985. augusztus 1. (23 évesen) | 1            | 0       | 0         | 0                                    | 0         |
| 16            | Ulumma Jerome         | Rivers Angels      | 1988. április 11. (20 évesen)  | 3            | 0       | 0         | 0                                    | 0         |
| Középpályások |                       |                    |                                |              |         |           |                                      |           |
| 4             | Perpetua Nkwocha      | Sunnana SK         | 1976. január 3. (32 évesen)    | 3            | 1       | 0         | 0                                    | 0         |
| 6             | Kikelomo Ajayi        | Tianjin Teda FC    | 1977. április 28. (31 évesen)  | 0            | 0       | 0         | 0                                    | 0         |
| 7             | Stella Mbachu         | Tianjin Teda FC    | 1978. április 16. (30 évesen)  | 3(2)         | 0       | 0         | 0                                    | 0         |
| 9             | Sarah Michael         | Delta Queens F.C.  | 1990. július 22. (18 évesen)   | 3(1)         | 0       | 0         | 0                                    | 0         |
| 14            | Faith Ikidi           | Linköpings FC      | 1987. február 28. (21 évesen)  | 3            | 0       | 0         | 0                                    | 0         |
| 15            | Tawa Ishola           | Bayelsa Queens     | 1988. december 23. (19 évesen) | 1(1)         | 0       | 0         | 0                                    | 0         |
| 17            | Edith Eduviere        | FCT Queens         | 1986. június 18. (22 évesen)   | 1(1)         | 0       | 0         | 0                                    | 0         |
| Csatárok      |                       |                    |                                |              |         |           |                                      |           |
| 5             | Onome Ebi             | Bayelsa Queens     | 1983. május 8. (25 évesen)     | 3(1)         | 0       | 1         | 0                                    | 0         |
| 8             | Ifeanyi Chiejine      | Bayelsa Queens     | 1983. május 17. (25 évesen)    | 3            | 0       | 0         | 0                                    | 0         |
| 12            | Cynthia Uwak          | Falköpings KIK     | 1986. július 15. (22 évesen)   | 3            | 0       | 1         | 0                                    | 0         |
| 13            | Christie George (csk) | Pelican Stars      | 1984. május 10. (24 évesen)    | 3            | 0       | 0         | 0                                    | 0         |
| Edző          |                       |                    |                                |              |         |           |                                      |           |
|               | Joseph Ladipo         |                    | 1941. július 10. (67 évesen)   |              |         |           |                                      |           |

- Kor: 2008. augusztus 6-i kora

#### Eredmények
F csoport
| Nemzet            | M | Gy | D | V | G+ | G- | Gk | P |
| ----------------- | - | -- | - | - | -- | -- | -- | - |
| Brazília (BRA)    | 3 | 2  | 1 | 0 | 5  | 2  | +3 | 7 |
| Németország (GER) | 3 | 2  | 1 | 0 | 2  | 0  | +2 | 7 |
| Észak-Korea (PRK) | 3 | 1  | 0 | 2 | 2  | 3  | –1 | 3 |
| Nigéria (NGR)     | 3 | 0  | 0 | 3 | 1  | 5  | –4 | 0 |

| 2008. augusztus 6. 19:45 |

| Észak-Korea (PRK) | 1–0               | Nigéria (NGR) |
| ----------------- | ----------------- | ------------- |
| Kim Gjonghva 27'  | (1–0) Jegyzőkönyv |               |

| Senjangi Olimpiai Stadion, Senjang Nézőszám: 24 084 Játékvezető: Shane de Silva (Trinidad és Tobagó-i) |

| 2008. augusztus 9. 17:00 |

| Nigéria (NGR) | 0–1               | Németország (GER) |
| ------------- | ----------------- | ----------------- |
|               | (0–0) Jegyzőkönyv | Stegemann 64'     |

| Senjangi Olimpiai Stadion, Senjang Nézőszám: 19 266 Játékvezető: Jenny Palmqvist (svéd) |

| 2008. augusztus 12. 17:00 |

| Nigéria (NGR)          | 1–3               | Brazília (BRA)            |
| ---------------------- | ----------------- | ------------------------- |
| Nkwocha 19' (11-esből) | (1–3) Jegyzőkönyv | Cristiane 33', 35', 45+3' |

| Munkás Stadion, Peking Nézőszám: 51 112 Játékvezető: Hong Una (dél-koreai) |

| Csapat        | Helyezés |
| ------------- | -------- |
| Nigéria (NGR) | 11.      |

## Ökölvívás
| Versenyző           | Versenyszám     | Selejtező                | Nyolcaddöntő                    | Negyeddöntő       | Elődöntő          | Döntő             | Helyezés |
| Versenyző           | Versenyszám     | Ellenfél Eredmény        | Ellenfél Eredmény               | Ellenfél Eredmény | Ellenfél Eredmény | Ellenfél Eredmény | Helyezés |
| ------------------- | --------------- | ------------------------ | ------------------------------- | ----------------- | ----------------- | ----------------- | -------- |
| Rasheed Lawal       | Könnyűsúly      |                          | Hracsik Dzsavahjan (ARM) · 0-12 | kiesett           | kiesett           | kiesett           | 9.       |
| Dauda Izobo         | Félnehézsúly    | Bastie Samir (GHA) · RSC | kiesett                         | kiesett           | kiesett           | kiesett           | 17.      |
| Olanrewaju Durodola | Nehézsúly       |                          | Osmay Acosta (CUB) · 0-11       | kiesett           | kiesett           | kiesett           | 9.       |
| Onoriode Ohwarieme  | Szupernehézsúly |                          | Jaroslavas Jakšto (LTU) · 1-11  | kiesett           | kiesett           | kiesett           | 9.       |

RSC - a játékvezető megállította a mérkőzést (fejütés)

## Súlyemelés
Férfi
| Versenyző      | Versenyszám | Szakítás | Szakítás | Lökés    | Lökés    | Összesen | Helyezés |
| Versenyző      | Versenyszám | Eredmény | Helyezés | Eredmény | Helyezés | Összesen | Helyezés |
| -------------- | ----------- | -------- | -------- | -------- | -------- | -------- | -------- |
| Felix Ekpo     | 77 kg       | 143,0    | 20.      | 182,0    | 15.      | 325,0    | 15.      |
| Benedict Uloko | 85 kg       | 148,0    | 16.      | 191,0    | 13.      | 339,0    | 13.      |

Női
| Versenyző    | Versenyszám | Szakítás | Szakítás | Lökés    | Lökés    | Összesen | Helyezés |
| Versenyző    | Versenyszám | Eredmény | Helyezés | Eredmény | Helyezés | Összesen | Helyezés |
| ------------ | ----------- | -------- | -------- | -------- | -------- | -------- | -------- |
| Mariam Usman | +75 kg      | 115,0    | 6.*      | 150,0    | 3.**     | 265,0    | 5.       |

* - egy másik versenyzővel azonos eredményt ért el

** - két másik versenyzővel azonos eredményt ért el

## Taekwondo
Férfi
| Versenyző          | Versenyszám | Nyolcaddöntő                 | Negyeddöntő                   | Elődöntő                            | Vigaszág elődöntő | Bronz- mérkőzés            | Döntő             | Helyezés |
| Versenyző          | Versenyszám | Ellenfél Eredmény            | Ellenfél Eredmény             | Ellenfél Eredmény                   | Ellenfél Eredmény | Ellenfél Eredmény          | Ellenfél Eredmény | Helyezés |
| ------------------ | ----------- | ---------------------------- | ----------------------------- | ----------------------------------- | ----------------- | -------------------------- | ----------------- | -------- |
| Chika Chukwumerije | Nehézsúly   | Nguyễn Văn Hùng (VIE) · 3-1  | Daba Modibo Keita (MLI) · 1-0 | Aléxandrosz Nikolaídisz (GRE) · 2-3 |                   | Akmal Ergashev (UZB) · 4-3 |                   |          |
| Isah Mohammad      | Pehelysúly  | Idulio Islas (MEX) · SUP 2-2 | Peter López (PER) · 0-3       | kiesett                             |                   |                            |                   | 9.       |

SUP - döntő fölény

## Tollaslabda
| Versenyző    | Versenyszám | Selejtező                             | 32-es főtábla     | Nyolcaddöntő      | Negyeddöntő       | Elődöntő          | Bronz- mérkőzés   | Döntő             | Helyezés |
| Versenyző    | Versenyszám | Ellenfél Eredmény                     | Ellenfél Eredmény | Ellenfél Eredmény | Ellenfél Eredmény | Ellenfél Eredmény | Ellenfél Eredmény | Ellenfél Eredmény | Helyezés |
| ------------ | ----------- | ------------------------------------- | ----------------- | ----------------- | ----------------- | ----------------- | ----------------- | ----------------- | -------- |
| Grace Daniel | Női egyes   | Kristina Ludíková (CZE) · 13-21, 8-21 | kiesett           | kiesett           | kiesett           | kiesett           | kiesett           | kiesett           | 33.      |

## Úszás
Férfi
| Versenyző      | Versenyszám | Előfutam | Előfutam | Előfutam | Elődöntő | Elődöntő | Elődöntő | Döntő   | Döntő    |
| Versenyző      | Versenyszám | Idő      | Hely.    | Össz.    | Idő      | Hely.    | Össz.    | Idő     | Helyezés |
| -------------- | ----------- | -------- | -------- | -------- | -------- | -------- | -------- | ------- | -------- |
| Yellow Yei Yah | 50 m gyors  | 24,00    | 1.       | 55.      | kiesett  | kiesett  | kiesett  | kiesett | kiesett  |

Női
| Versenyző  | Versenyszám | Előfutam | Előfutam | Előfutam | Elődöntő | Elődöntő | Elődöntő | Döntő   | Döntő    |
| Versenyző  | Versenyszám | Idő      | Hely.    | Össz.    | Idő      | Hely.    | Össz.    | Idő     | Helyezés |
| ---------- | ----------- | -------- | -------- | -------- | -------- | -------- | -------- | ------- | -------- |
| Ngozi Monu | 50 m gyors  | 27,39    | 6.       | 52.      | kiesett  | kiesett  | kiesett  | kiesett | kiesett  |